# Christina Moses
Christina Moses, född 24 januari 1978 i Los Angeles, är en amerikansk skådespelare.
Barros har bland annat medverkat i TV-serierna The Originals (2017-2018) och A Million Little Things (2018-2023). Hon har även medverkat i filmen Tall Girl från 2019.

## Filmografi (i urval)
- 2017–2018 – The Originals (TV-serie)
- 2018–2023 – A Million Little Things (TV-serie)
- 2019 – Tall Girl